# Afrodacarellus concavus
Afrodacarellus concavus är en spindeldjursart som beskrevs av Hurlbutt 1974. Afrodacarellus concavus ingår i släktet Afrodacarellus och familjen Rhodacaridae. Inga underarter finns listade i Catalogue of Life.